# 후쿠시마성 (후쿠시마현)

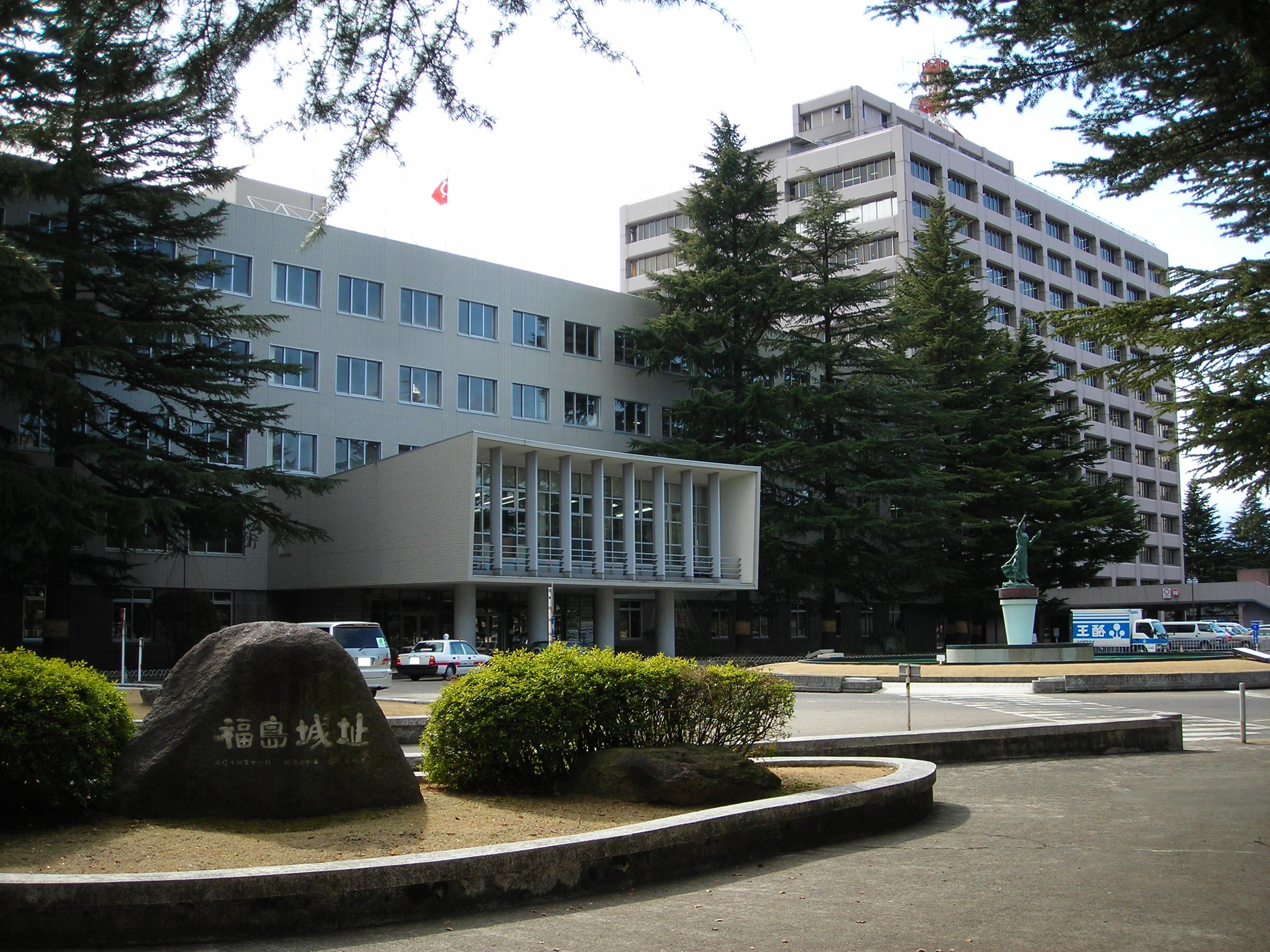
후쿠시마 현청사의 성터 비.

후쿠시마성(일본어: 福島城)은 후쿠시마현 후쿠시마시에 있던 평성이다. 에도 시대에는 후쿠시마번의 번청이 있었다. 다이부쓰 성(大仏城), 스기노메 성(杉目城)이라고도 불렸다.

## 역사
무로마치 시대 ~ 센고쿠 시대
축성시기에 대해서는 알려져 있지 않지만, 1413년 다테 모치무네가 가케다 사다카쓰와 함께 가마쿠라 구보 아시카가 모치우지에 대항하기 위해 쌓은 다이부쓰 성(大仏城)이 그 기원이라고 한다. 다이부쓰 성은 스기노메 성(杉目城)으로 개명되었고, 덴분의 난(1542년 ~ 1548년) 이후, 다테 가문의 가신 마키노 사가미노카미의 소령이 된다.
다테 하루무네가 아들 다테 데루무네에게 가독을 양도한 후, 요네자와 성에서 스기노메 성으로 자신의 거처를 옮긴다. 이 무렵 시노부 군의 중심지는 다테 하루무네의 동생 다테 사네모토의 거성인 오모리 성이었고, 스기노메 성은 단순히 하루무네의 은신처였다.
아즈치모모야마 시대
1577년 다테 하루무네가 죽자, 하루무네의 부인과 하루무네의 막내아들 다테 나오무네가 거주했다. 1591년 도요토미 히데요시에 의해 도호쿠 다이묘들의 처우가 결정되자, 스기노메 성이 있는 시노부 군은 와카마쓰성주 가모 우지사토에 돌아갔고, 다테 가문은 스기노메 성을 퇴거했다. 그리고, 가모 가문의 가신 기무라 요시키요가 오모리 성에 입성해 이 지역을 다스리지만, 1592년 무렵 스기노메 성을 후쿠시마 성으로 고치고 거처를 옮겼고, 성하 마을을 정비했다. 이로써 후쿠시마 성은 시노부 군의 중심이 되었다. 1598년 2대 가모 히데유키가 시모쓰케 국 우쓰노미야으로 이봉되자, 대신 에치고의 우에스기 가게카쓰가 아이즈의 영주로 부임해왔다. 그리고, 후쿠시마 성은 가신 혼조 시게나가에게 주었다. 1600년 세키가하라 전투의 일환으로 다테 마사무네가 시노부 군으로 진격할 때 후쿠시마 성 북쪽 일대가 전장이 된 마쓰카와 강 전투에서 우에스기 군이 다테 군을 격퇴했다. 이 후, 우에스기 가문의 가신 가문 이모카와 가문이 오모리 성을 거점으로 이 지역을 다스렸다.
에도 시대
1664년 우에스기 가문내에서 후계자 문제로 알력다툼이 일어나자, 영지는 몰수되어 막부직할령에 편입되었다. 1679년 혼다 다다쿠니가 후쿠시마번 15만석에 배령되어 번주로 부임하여 후쿠시마 성에 입성한다. 1682년 다다쿠니가 하리마 국 히메지번으로 가증 이봉되자, 다시 후쿠야마 번은 막부직할령에 편입되었다. 1686년 데와 국 야마가타번에서 홋타 마사나카가 후쿠시마 번에 이봉되어 다시 후쿠시마 번이 성립되어 입성한다. 2대 번주 홋타 마사토라가 데와 국 야마가타 번으로 재차 이봉되자, 시나노 국 사카키 번에서 이타쿠라 시게히로가 번주로 부임한 후, 메이지 유신기까지 후다이 다이묘 이타쿠라 가문 12대의 거성이었다.
메이지 시대 이후
막부 말기에 일어난 보신 전쟁에서 후쿠시마 번은 오우에쓰 열번동맹에 가담해 사쓰마번과 조슈번이 중심이 된 신정부군과 싸웠다. 1868년(메이지 원년) 음력 7월 27일 니혼마쓰 성이 함락되자, 번주 이타쿠라 가쓰나오는 인접 번 요네자와번으로 도주하였고, 음력 9월 2일 니혼마쓰 성에 주둔한 신정부군에 성을 양도하고 항복하였다. 아울러 이타쿠라 가문은 1869년(메이지 2년) 미카와 국 시게하나 번으로 전봉되어 번지사로 부임하였다. 이로써 후쿠시마 번은 소멸되었다. 1873년(메이지 6년) 성터는 육군의 주둔지로 되어 파각되었다. 현재 성터에는 후쿠시마 현청사와 모미지야마 공원으로 정비되어 있으며, 모미지야마 공원 한편에 이타쿠라 신사가 건립되어 있다.